# Бечешть (Горж)
Бечешть, Бечешті (рум. Băcești) — село у повіті Горж в Румунії. Входить до складу комуни Стежарі.
Село розташоване на відстані 194 км на захід від Бухареста, 45 км на південний схід від Тиргу-Жіу, 47 км на північ від Крайови.

## Населення
За даними перепису населення 2002 року у селі проживали 475 осіб, усі — румуни. Усі жителі села рідною мовою назвали румунську.